# Gabriele Severo
Gabriele Severo, italianizzazione di Gavriīl Sevīros (in greco Γαβριήλ Σεβήρος?; Malvasia, 1541 – Lesina, 21 ottobre 1616), è stato un vescovo ortodosso e teologo greco, noto per aver utilizzato le categorie e la terminologia della filosofia scolastica nella teologia ortodossa. Fu metropolita ed esarca patriarcale per Venezia e la Dalmazia.

## Biografia
Nato in Grecia a Malvasia, oggi Monemvasia, nel 1541, si trasferì con la famiglia a Creta, all'epoca dominio veneziano, per sfuggire alla occupazione ottomana del Peloponneso. Studiò all'Università di Padova. Visse poi a Venezia dove – essendo monaco – fu ordinato sacerdote nel 1573 per la neonata parrocchia ortodossa di San Giorgio.
Nel 1577 il patriarca di Costantinopoli Geremia II Tranos lo nominò metropolita di Filadelfia, dove però rifiutò di risiedere. La confraternita greca di San Giorgio di Venezia lo elesse allora suo capo religioso. Dopo aspre controversie, il patriarca ratificò questa decisione con il risultato che la sede della metropolia di Filadelfia si trasferì di fatto a Venezia.
Sèvéros divenne così il primo dei nove metropoliti greco-ortodossi di Filadelfia con sede nella Serenissima anziché in Anatolia, svolgendo la funzione di esarca patriarcale per i fedeli ortodossi di Venezia e Dalmazia.
Benché formatosi nella cultura occidentale e residente a Venezia, il metropolita Sèvéros, che aveva integrato il pensiero teologico occidentale fino ad utilizzarne il vocabolario, rimase sempre estraneo alle tendenze unionistiche e si oppose a Massimo Margounios che aveva sostenuto l'adozione del Filioque da parte degli ortodossi. Contro le accuse rivolte agli ortodossi di essere scismatici, scrisse la sua opera principale, l'῎Εκϑεσις, trilogia polemica rivolta specialmente contro i gesuiti Bellarmino e Possevino, scritta dopo il 1591 e pubblicata postuma nel 1627 a Costantinopoli da Nicodemo Metaxas. In questa opera affrontò il problema del primato papale, l'uso di pane lievitato o non lievitato per l'eucaristia e l'esistenza del Purgatorio, ribadendo le posizioni ortodosse.
Tuttavia, questa fermezza non lo rendeva un fanatico "antilatino" e sostenne l'idea della riforma gregoriana del calendario e l'adozione di una data comune tra cattolici e ortodossi per la festa della Pasqua.
Allo stesso modo mantenne un'importante corrispondenza con molti studiosi, in particolare con il luterano Martin Crusius.
Morì il 21 ottobre 1616 durante una visita pastorale in Dalmazia. Il suo corpo fu riportato a Venezia.

## Opere
Oltre alla trilogia polemica dell'Εκϑεσις e alla sua abbondante corrispondenza, Sévèros pubblicò diverse opere, tra cui:
- Un Trattato sui Sacramenti (Συνταγμάτιον περί των αγίων και ιερών Μυστηρίων), (1600).
- Un Trattato sulla Liturgia, contro le accuse di eresia agli ortodossi, relativo alla preparazione delle "donazioni dei santi" prima della consacrazione, nonché sull'uso dei Collyas[7], (κατά των λεγόντων τους ορθοδόξους της ακα εκκλησίας υιούς κακώς τε και παρανόμως ποιείν τω τιμάν και προσκυνείν τα άγια δώρα , ηνίκα ο Χερουβικός άδεται ύμνος, και ο ιερεύς φέρων ταύτα, εισοδεύει εις το άγιον βήμα. Έτι περί των κολύβων και σπερμάτων, των προσφερομένων εν ταις εορταίς των αγίων, και υπέρ των κεκοιμημένων ορθοδόξων) (1604).
- Un ufficio liturgico a San Niceforo di Costantinopoli (ακολουίί του εν αίίίΣ πατόόΣ ημώώ νιτόόόάυ πατράάάχς νναατιιοόόόε).